# Big Sky
Big Sky és una concentració de població designada pel cens dels Estats Units a l'estat de Montana. Segons el cens del 2000 tenia 1.221 habitants.

## Demografia
Segons el cens del 2000, Big Sky tenia 1.221 habitants, 573 habitatges, i 280 famílies. La densitat de població era de 2,1 habitants per km².
Dels 573 habitatges en un 18% hi vivien nens de menys de 18 anys, en un 41,7% hi vivien parelles casades, en un 3,5% dones solteres, i en un 51,1% no eren unitats familiars. En el 32,5% dels habitatges hi vivien persones soles el 4% de les quals corresponia a persones de 65 anys o més que vivien soles. El nombre mitjà de persones vivint en cada habitatge era de 2,13 i el nombre mitjà de persones que vivien en cada família era de 2,67.
Per edats la població es repartia de la següent manera: un 15,3% tenia menys de 18 anys, un 8,4% entre 18 i 24, un 48% entre 25 i 44, un 21,5% de 45 a 60 i un 6,8% 65 anys o més.
L'edat mediana era de 34 anys. Per cada 100 dones de 18 o més anys hi havia 127,8 homes.
La renda mediana per habitatge era de 39.688 $ i la renda mediana per família de 62.750 $. Els homes tenien una renda mediana de 30.909 $ mentre que les dones 25.000 $. La renda per capita de la població era de 31.492 $. Aproximadament el 3,2% de les famílies i el 6,2% de la població estaven per davall del llindar de pobresa.

## Poblacions més properes
El següent diagrama mostra les poblacions més properes.